# أبيض بن الأغر
أبيض بن الأغر أحد رواة الحديث النبوي ، هو أبو الأغر أبيض بن الأغر بن الصباح المنقري الكوفي، روى أبو عبد الرحمن السلمي عن الدارقطني قال : ليس بالقوي، وقال البخاري : يكتب حديثه، وقال ابن أبي حاتم : روى عن صالح بن حيان ومجالد وعبيدة الضبي، روى عنه مروان بن معاوية ويحيى بن حسان التنيسي، وذكره ابن حبان في الثقات ثم أعاده في الرابعة وقال : كان ممن يخطئ، وقال الأزدي : مجهول ضعيف.